# Michel Roger
Michel Roger (Poitiers, 9 marzo 1949) è un funzionario francese.
Avvocato dal 1970 al 1973, è stato ispettore nazionale dell'educazione, presidente del consiglio generale della Vienne e membro titolare del Tribunale supremo del Principato di Monaco.
Dal 29 marzo 2010 al 1º febbraio 2016 è stato Ministro di Stato del Principato di Monaco. Colpito da un ictus il 14 dicembre 2015, viene sostituito nelle sue funzioni da Gilles Tonelli il 16 dicembre successivo, pur mantenendo il titolo di ministro di Stato fino al 1º febbraio 2016, quando entra in carica al suo posto Serge Telle.